# Resolució 2378 del Consell de Seguretat de les Nacions Unides
La Resolució 2378 del Consell de Seguretat de les Nacions Unides fou adoptada per unanimitat el 20 de setembre de 2017. El Consell va demanar al secretari general, António Guterres, el seu projecte de reforma de les operacions de manteniment de la pau de les Nacions Unides elaborat per la Secretaria de les Nacions Unides, i informar-ne anualment. La resolució era part d'una important reforma de les Nacions Unides que havia estat plantejada durant anys.

## Observacions
El president Kersti Kaljulaid d'Estònia va dir que les operacions de manteniment de la pau eren molt rendibles. El pressupost per les operacions de l'ONU era el 0,5 % de la despesa militar mundial, i el cost va ser compartit per 193 països. Països com Suècia, Regne Unit i Japó van dir que la participació igualitària de les dones en les missions de manteniment de la pau era fonamental per al seu èxit. Després de tot, les dones i els nens eren els més afectats pels conflictes.
El vicepresident estatunidenc, Mike Pence es va referir als coets de Corea del Nord. El ministre d'Afers Exteriors rus, Serguei Lavrov, va considerar que la resolució del conflicte de Crimea hauria de ser una qüestió política. Només es podria enviar una força de pau si el país en qüestió ho accepta. El president Petrò Poroixenko d'Ucraïna va dir que el seu país necessitava manteniment de la pau per l'agressió de Rússia en la crisi d'Ucraïna.

## Contingut
Les Nacions Unides intentaven resoldre els conflictes, en primer lloc, amb solucions polítiques. Això va incloure la intercessió, la supervisió d'alto el foc i l'ajut amb la implementació dels acords de pau. Inicialment els propis països tenien la responsabilitat de resoldre les seves controvèrsies per mitjans pacífics, en particular mitjançant la negociació, la mediació, l'arbitratge o l'arranjament judicial. Només les Nacions Unides oferien suport.
El secretari general António Guterres va treballar en reformes que feien que les operacions de manteniment de la pau de l'ONU siguin més responsables, més transparents i més eficients. També volia reformar estructuralment la seva pròpia secretaria per millorar el treball en matèria de pau i seguretat. Els Estats membres, l'Assemblea General i el Consell de Seguretat havien d'estar-ne molt relacionats. Es va demanar al Secretari General que donés una explicació anual sobre les reformes.
També es va demanar al Secretari General que continués treballant en mesures contra els cascos blaus que abusaven dels ciutadans. Es va instar als països d'origen d'aquests pacificadors a prendre mesures preventives i disciplinàries. L'eficiència de les operacions de manteniment de la pau s'ha d'augmentar en una millor planificació, per obtenir suficient capacitat dels estats membres, entrenar millor les forces de pau i avaluar més les operacions i fer els ajustos. El vicepresident estatunidenc, Mike Pence, va dir que una missió reeixida no s'hauria d'estendre innecessàriament, una missió mal realitzada havia de ser reformada i una missió fallida havia de ser rescindida.
També era important la cooperació amb organitzacions internacionals, especialment amb la Unió Africana (UA) amb la qual l'ONU havia entrat en una associació formal. La intenció era que la pròpia UA liderés les operacions de pau al continent africà. La seva African Standby Force, per tant, havia d'entrar en funcionament el més aviat possible. Els Estats membres i la pròpia ONU van ser cridats a continuar donant suport a aquest exèrcit de la UA.